# Regenboogstad

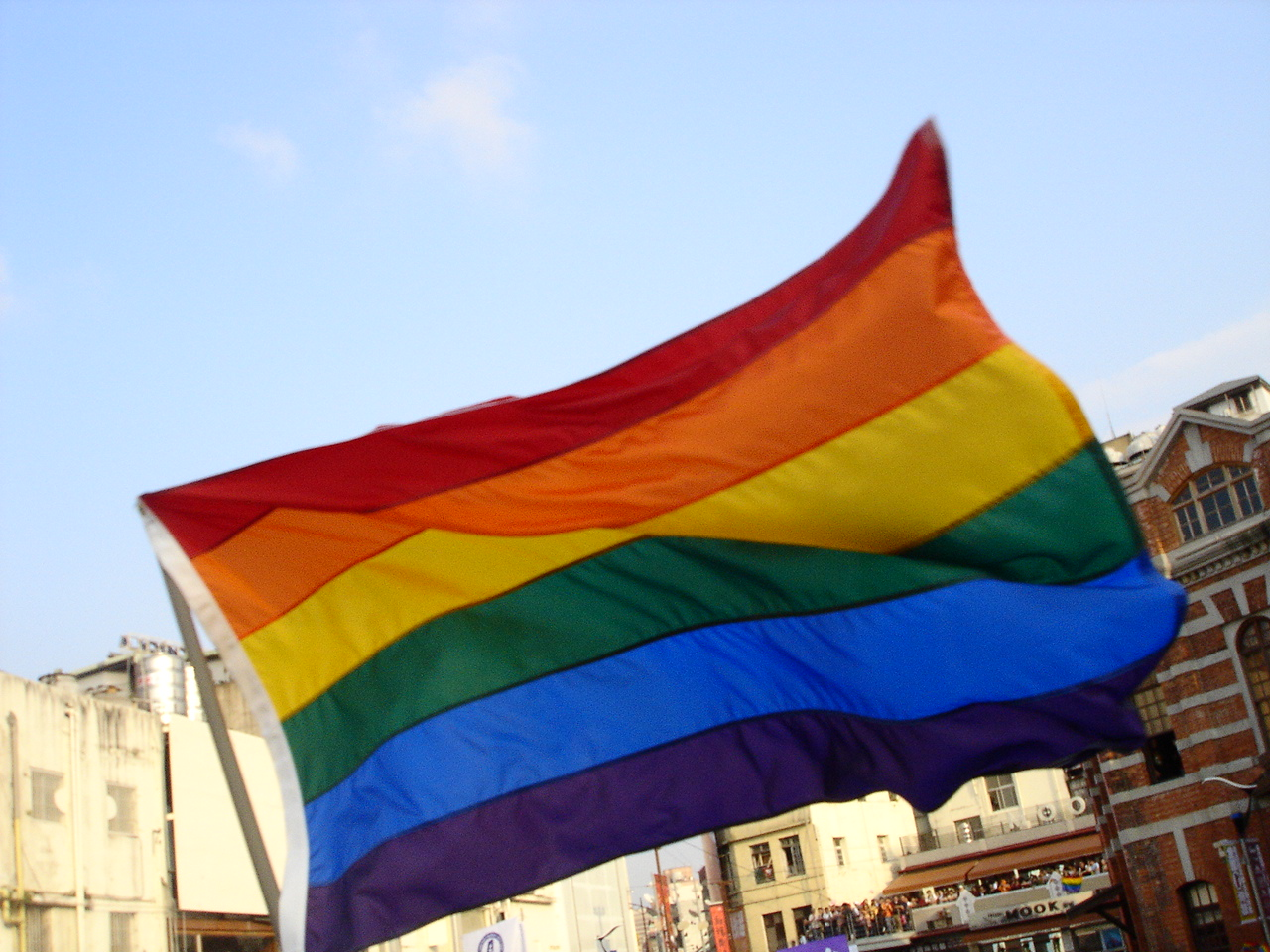
De regenboogvlag van de homo-emancipatiebeweging

Een Regenboogstad is een stad in Nederland die actief de emancipatie, veiligheid en sociale acceptatie van lesbische vrouwen en homoseksuele mannen, alsmede van biseksuele, transgender en intersekse (lhbti) personen bevordert en daartoe een subsidie ontvangt van het ministerie van Onderwijs, Cultuur en Wetenschap (OCW). Dit project ging in 2008 van start en werd in 2018 opnieuw verlengd tot 2022.

## Ontwikkeling en inhoud
Tot en met 2011 stond dit initiatief bekend als het "Koplopersprogramma", waarna het in de periode 2012 t/m 2014 verder ging onder de naam "Gemeentelijk LHBT-beleid". Sinds 2015 is de huidige naam van "Regenboogsteden" in gebruik. In meerdere van de deelnemende gemeentes zijn intussen uiteenlopende projecten, activiteiten en evenementen voor en door lhbt'ers ontstaan, zoals lokale gay prides of andersoortige roze dagen.
In maart 2018 maakte minister Ingrid van Engelshoven van OCW bekend dat de lhbti-emancipatie nog niet voltooid is en dat de rijksoverheid daarom opnieuw een meerjarige samenwerking met de 49 Regenboogsteden aangaat. Daarvoor is tot 2022 een bedrag van 6 miljoen euro beschikbaar gesteld. Daarnaast deed de minister een oproep aan grote gemeentes die nog niet meedoen om zich ook als Regenboogstad aan te melden.
Een Regenboogstad ontvangt van de rijksoverheid jaarlijks een bedrag van 20.000,- euro (50.000,- euro voor Amsterdam, Rotterdam, Den Haag en Utrecht) om de emancipatie en het welzijn van lhbti-personen te bevorderen. Dat houdt in dat de betreffende gemeente zich aansluit bij de intentieverklaring van de Regenboogsteden, een beleidsplan opstelt hoe met name op de terreinen ouderen, scholen en sport de sociale veiligheid en acceptatie bevorderd gaat worden en vervolgens de voortgang op deze gebieden monitort.

### Overzicht van Regenboogsteden
De volgende 55 Nederlandse gemeentes voeren de titel Regenboogstad:
Sinds 2008 (18 steden, alfabetisch):

| - Amersfoort - Amsterdam - Arnhem - Den Haag |  | - Deventer - Dordrecht - Enschede - Groningen |  | - Heerlen - Leeuwarden - Leiden - Lelystad |  | - Maastricht - Nijmegen - Rotterdam - Tilburg |  | - Utrecht - Zwolle |

Sinds 2011 (20 steden, alfabetisch):

| - Alkmaar - Breda - Capelle aan den IJssel - Delft | - Eindhoven - Goes - Haarlem - Helmond | - Hoorn - Leidschendam-Voorburg - Middelburg - Oss | - Purmerend - Schiedam - 's-Hertogenbosch - Sittard-Geleen | - Súdwest-Fryslân - Vlissingen - Westland - Zoetermeer |

Vanaf 2012 (18 steden, chronologisch):

| - Venlo (2013) - Hengelo (2014) - Assen (2015) - Zaanstad (2015) - Heerhugowaard (2016) |  | - Roermond (2016) - Weert (2016) - Diemen (2017) - Hilversum (2017) - Zutphen (2017) |  | - Amstelveen (2018) - Roosendaal (2018) - Gouda (2018) - Alphen (2018) - Hardenberg (2019) |  | - Ede (2021) - Maassluis (2021) |

## Regenboogprovincie
Naast Regenboogsteden zijn er in Nederland ook Regenboogprovincies. Als eerste riep Drenthe zich in 2016 uit tot Regenboogprovincie. Tot de concrete resultaten daarvan behoren onder meer lhbt-gerelateerde exposities en toneelvoorstellingen en het feit dat alle Drentse gemeentes de status van Regenboogstad hebben gekregen. In de twee daaropvolgende jaren volgden op een na alle andere Nederlandse provincies. Als laatste riep Friesland zich in mei 2020 tot regenboogprovincie uit.
Critici noemen het fenomeen Regenboogprovincie vooral symboolpolitiek waar de nodige subsidies mee gepaard gaan zonder dat het tot meetbare resultaten leidt. Voorstanders stellen daartegenover dat de titel Regenboogprovincie bijdraagt aan meer zichtbaarheid en de problematiek van lhbt'ers bespreekbaar maakt, bijvoorbeeld in het onderwijs.

### Overzicht van Regenboogprovincies
De volgende Nederlandse provincies voeren de titel Regenboogprovincie:
| - Drenthe (2016) - Gelderland (2016) - Overijssel (2017) - Flevoland (2017) |  | - Noord-Brabant (2017) - Limburg (2017) - Groningen (2017) - Zuid-Holland (2018) |  | - Noord-Holland (2018) - Zeeland (2018) - Utrecht (2018) - Friesland (2020) |